# Corneliu Ștefan
Corneliu Ștefan (n. 30 ianuarie 1982, Târgoviște, Dâmbovița, România) este un deputat român, ales în 2016 și președintele Consiliului Județean Dâmbovița din partea Partidului Social Democrat.